# 바나나새우
바나나새우는 보리새우과의 연갑류이다. 인도양에서 서식한다. 몸길이는 24cm이다. 